# Ivor Bueb
Ivor Léon John Bueb (* 6. Juni 1923 in Dulwich; † 1. August 1959 in Clermont-Ferrand, Frankreich) war ein britischer Automobilrennfahrer, der 1955 und 1957 die 24 Stunden von Le Mans gewann.

## Karriere
Ivor Bueb begann seine Karriere im Motorsport wie fast alle britischen Piloten in der 500-cm³-Formel-3-Szene. Erfolge konnte der stämmige Londoner in der Formel 3 aber erst erzielen, als er mit Cooper-Fahrzeugen an den Start ging. Bueb fuhr so gute Rennen, dass er 1955 in die Werksmannschaft von Cooper aufstieg.
Bueb startete weiter in der Formel 3, seine meisten Einsätze hatte er jedoch in den kleinen 1100-cm³-Sportwagen. Da Cooper kein siegfähiges Auto für das Langstreckenrennen von Le Mans hatte, nahm Bueb ein Angebot von Jaguar an, deren Jaguar D-Type an der Sarthe zu fahren. Obwohl Bueb nicht am Unfall beteiligt war, ist auch sein Name eng mit dem schwersten Unfall der Motorsportgeschichte verbunden. Auslöser war der Teamkollege von Bueb, Mike Hawthorn, der Lance Macklins langsameren Austin-Healey links überholte, plötzlich nach rechts zog und stark bremste, um doch noch einen Boxenstopp zu absolvieren. Der „geschnittene“ Macklin musste nach links ausweichen, wo der französische Mercedes-Pilot Pierre Levegh mit hoher Geschwindigkeit nahte und nicht mehr reagieren konnte. Der Mercedes flog in die Zuschauer, 83 von ihnen kamen dabei zu Tode. Mercedes-Rennleiter Alfred Neubauer zog die Mercedes-Mannschaft zurück, die Jaguar aber fuhren weiter. Nach 24 Stunden wurden Hawthorn und Bueb als Sieger abgewinkt.
Bueb fuhr in den 1950er-Jahren so gut wie alles, was vier Räder hatte. 1956 gewann er das 12-Stunden-Rennen von Reims gemeinsam mit Duncan Hamilton. 1957 wiederholte er seinen Sieg bei den 24 Stunden von Le Mans, wieder mit einem Jaguar D-Type. Sein Partner war diesmal Ron Flockhart.
In die Formel 1 kam Bueb 1957 als Werksfahrer für Connaught. Sein Debüt gab er beim Rennen in Monaco. Bis 1959 konnte er sich fünfmal für einen WM-Grand-Prix qualifizieren, Punkte schaffte er keine.
1959 fuhr er in der Sportwagen-Weltmeisterschaft für Lister. In der Formel 1 bekam er einen Vertrag bei BRP und startete mit deren Cooper T51-Borgward auch in der Formel 2. Aber wie so viele in den 1950er-Jahren verlor Bueb sein Leben auf der Rennstrecke. Er verunglückte am 26. Juli 1959 bei der Auvergne-Trophy in Clermont-Ferrand schwer und verstarb fünf Tage später in einem lokalen Krankenhaus.

## Statistik

### Statistik in der Automobil-Weltmeisterschaft

#### Gesamtübersicht
| Saison | Team                       | Chassis          | Motor           | Rennen | Siege | Zweiter | Dritter | Poles | schn. Rennrunden | Punkte | WM-Pos. |
| ------ | -------------------------- | ---------------- | --------------- | ------ | ----- | ------- | ------- | ----- | ---------------- | ------ | ------- |
| 1957   | Connaught Engineering      | Connaught Type B | Alta 2.5 L4     | 1      | −     | −       | −       | −     | −                | −      | NC      |
| 1957   | Gilby Engineering          | Maserati 250F    | Maserati 2.5 L6 | 1      | −     | −       | −       | −     | −                | −      | NC      |
| 1958   | BC Ecclestone              | Connaught Type B | Alta 2.5 L4     | 1      | −     | −       | −       | −     | −                | −      | NC      |
| 1958   | Ecurie Demi Litre          | Lotus 12         | Climax 1.5 L4   | 1      | −     | −       | −       | −     | −                | −      | NC      |
| 1959   | British Racing Partnership | Cooper T51       | Borgward 1.5 L4 | 1      | −     | −       | −       | −     | −                | −      | NC      |
| Gesamt | Gesamt                     | Gesamt           | Gesamt          | 5      | −     | −       | −       | −     | −                | −      |         |

#### Einzelergebnisse
| Saison | 1   | 2 | 3 | 4  | 5 | 6   | 7  | 8 | 9 | 10 | 11 |
| ------ | --- | - | - | -- | - | --- | -- | - | - | -- | -- |
| 1957   |     |   |   |    |   |     |    |   |   |    |    |
|        | DNF |   |   | NC |   |     |    |   |   |    |    |
| 1958   |     |   |   |    |   |     |    |   |   |    |    |
|        |     |   |   |    |   | DNF | 11 |   |   |    |    |
| 1959   |     |   |   |    |   |     |    |   |   |    |    |
| DNQ    |     |   |   | 13 |   |     |    |   |   |    |    |

| Legende  | Legende            | Legende                                                          |
| Farbe    | Abkürzung          | Bedeutung                                                        |
| -------- | ------------------ | ---------------------------------------------------------------- |
| Gold     | –                  | Sieg                                                             |
| Silber   | –                  | 2. Platz                                                         |
| Bronze   | –                  | 3. Platz                                                         |
| Grün     | –                  | Platzierung in den Punkten                                       |
| Blau     | –                  | Klassifiziert außerhalb der Punkteränge                          |
| Violett  | DNF                | Rennen nicht beendet (did not finish)                            |
| Violett  | NC                 | nicht klassifiziert (not classified)                             |
| Rot      | DNQ                | nicht qualifiziert (did not qualify)                             |
| Rot      | DNPQ               | in Vorqualifikation gescheitert (did not pre-qualify)            |
| Schwarz  | DSQ                | disqualifiziert (disqualified)                                   |
| Weiß     | DNS                | nicht am Start (did not start)                                   |
| Weiß     | WD                 | zurückgezogen (withdrawn)                                        |
| Hellblau | PO                 | nur am Training teilgenommen (practiced only)                    |
| Hellblau | TD                 | Freitags-Testfahrer (test driver)                                |
| ohne     | DNP                | nicht am Training teilgenommen (did not practice)                |
| ohne     | INJ                | verletzt oder krank (injured)                                    |
| ohne     | EX                 | ausgeschlossen (excluded)                                        |
| ohne     | DNA                | nicht erschienen (did not arrive)                                |
| ohne     | C                  | Rennen abgesagt (cancelled)                                      |
| ohne     | keine WM-Teilnahme |                                                                  |
| sonstige | P/fett             | Pole-Position                                                    |
| sonstige | 1/2/3/4/5/6/7/8    | Punktplatzierung im Sprint-/Qualifikationsrennen                 |
| sonstige | SR/kursiv          | Schnellste Rennrunde                                             |
| sonstige | *                  | nicht im Ziel, aufgrund der zurückgelegten Distanz aber gewertet |
| sonstige | ()                 | Streichresultate                                                 |
| sonstige | unterstrichen      | Führender in der Gesamtwertung                                   |

### Le-Mans-Ergebnisse
| Jahr | Team             | Fahrzeug      | Teamkollege     | Platzierung | Ausfallgrund |
| ---- | ---------------- | ------------- | --------------- | ----------- | ------------ |
| 1955 | Jaguar Cars Ltd. | Jaguar D-Type | Mike Hawthorn   | Gesamtsieg  |              |
| 1956 | Jaguar Cars Ltd. | Jaguar D-Type | Mike Hawthorn   | Rang 6      |              |
| 1957 | Ecurie Ecosse    | Jaguar D-Type | Ron Flockhart   | Gesamtsieg  |              |
| 1958 | Duncan Hamilton  | Jaguar D-Type | Duncan Hamilton | Ausfall     | Unfall       |
| 1959 | Brian Lister     | Lister LM     | Bruce Halford   | Ausfall     | Motorschaden |

### Sebring-Ergebnisse
| Jahr | Team                      | Fahrzeug      | Teamkollege      | Platzierung     | Ausfallgrund  |
| ---- | ------------------------- | ------------- | ---------------- | --------------- | ------------- |
| 1956 | Jaguar New York Inc.      | Jaguar D-Type | Duncan Hamilton  | Ausfall         | Bremsdefekt   |
| 1957 | Jaguar Cars North America | Jaguar D-Type | Mike Hawthorn    | Rang 3          |               |
| 1958 | Ecurie Ecosse             | Jaguar D-Type | Ninian Sanderson | Ausfall         | Ventilschaden |
| 1959 | The Lister Corp.          | Lister        | Stirling Moss    | Disqualifiziert |               |

### Einzelergebnisse in der Sportwagen-Weltmeisterschaft
| Saison | Team                                    | Rennwagen                | 1   | 2   | 3   | 4   | 5   | 6   | 7   |
| ------ | --------------------------------------- | ------------------------ | --- | --- | --- | --- | --- | --- | --- |
| 1955   | Jaguar Cars Cooper                      | Jaguar D-Type Cooper T39 | BUA | SEB | MIM | LEM | RTT | TAR |     |
| 1955   | Jaguar Cars Cooper                      | Jaguar D-Type Cooper T39 |     |     |     | 1   | 10  |     |     |
| 1956   | Jaguar                                  | Jaguar D-Type            | BUA | SEB | MIM | NÜR | KRI |     |     |
| 1956   | Jaguar                                  | Jaguar D-Type            | DNF |     |     |     |     |     |     |
| 1957   | Jaguar Cars North America Ecurie Ecosse | Jaguar D-Type            | BUA | SEB | MIM | NÜR | LEM | KRI | CAR |
| 1957   | Jaguar Cars North America Ecurie Ecosse | Jaguar D-Type            |     | 3   |     | 11  | 1   |     |     |
| 1958   | Ecurie Ecosse Duncan Hamilton Lister    | Jaguar D-Type Lister     | BUA | SEB | TAR | NÜR | LEM | RTT |     |
| 1958   | Ecurie Ecosse Duncan Hamilton Lister    | Jaguar D-Type Lister     |     | DNF |     | DNF | DNF | DNF |     |
| 1959   | Lister                                  | Lister                   | SEB | TAR | NÜR | LEM | RTT |     |     |
| 1959   | Lister                                  | Lister                   | DNF |     |     | DNF |     |     |     |